# Nierybno (Dzikówko)
Nierybno – kolonia wsi Dzikówko w Polsce, położona w województwie zachodniopomorskim, w powiecie myśliborskim, w gminie Barlinek.
W latach 1975–1998 kolonia administracyjnie należała do województwa gorzowskiego.